# صن فاست 3200
صن فاست 3200 (بالإنجليزية: Sun Fast 3200) هو قارب شراعي فرنسي من فئة السباقات تم تصميمه من قبل المصمم البحري دانيال أندريو (Daniel Andrieu)، وتم إنتاجه بواسطة شركة Jeanneau الفرنسية ابتداءً من عام 2008. يُعرف هذا الطراز بأدائه العالي في سباقات المسافات الطويلة والسباقات الثنائية الطاقم.

## التصميم
تم تصميم صن فاست 3200 ليكون قارب سباق خفيف الوزن، حيث بُني بهيكل مصنوع من الألياف الزجاجية باستخدام تقنية الحقن بالراتنج (vacuum infusion)، مما يحقق قوة عالية مع وزن منخفض. يتميز القارب بمقدمة مزدوجة (double rudder) وتصميم عريض في المؤخرة، وهو ما يعزز ثباته وأدائه في الإبحار السريع، خاصة في الرياح الجانبية أو العاصفة.
القارب مزود أيضًا بصاري مرتفع من الألمنيوم، مع شراع أمامي كبير، ما يمنحه قدرة مميزة على المناورة والسرعة.

## الاستخدام
صُمم صن فاست 3200 خصيصًا لسباقات الإبحار البحري، بما في ذلك سباقات الفردي والثنائي، وقد أثبت كفاءته في عدة سباقات كبرى مثل:
- سباق فاستنت (Fastnet Race)
- سباق ترانزكويست (Transquadra)
- سباقات Figaro للهواة

## الأداء
يمتاز هذا القارب بأداء ممتاز في ظروف الرياح القوية، ويُعتبر مناسبًا جدًا للبحّارة المحترفين والهواة المتقدمين على حد سواء. ويجمع بين السرعة والثبات والتصميم الداخلي العملي.

## التصميم الداخلي
رغم كونه قارب سباق، يحتوي صن فاست 3200 على تجهيزات داخلية عملية تشمل:
- سريرين مزدوجين
- منطقة تخزين خلفية
- مطبخ بسيط
- مساحة للخرائط والملاحة

## التقدير
حصل القارب على عدة جوائز، منها جائزة قارب العام الأوروبي (European Yacht of the Year) لعام 2008 في فئة الأداء.